# Sigiliul Floridei

Marele Sigiliu al statului Florida

Marele Sigiliu al Statului Florida (în limba engleză, [The] Great Seal of the State of Florida) este utilizat atât ca să reprezinte Guvernul statului Florida cât și ca să fie aplicat pe numeroase documente oficiale și legislative. Este de asemenea utilizat pe clădiri guvernamentale, vehicule și alte bunuri guvernamentale. Apare și pe Steagul statului Florida. 
Stema prezintă o femeie nativă americană din tribul Seminole împrăștiind flori pe pământ și un palmier tipic statului, numit în engleză sabal palm, care este simultan și arborele de stat al statului Florida (Florida State Tree), ambele aflate de-a lungul coastei oceanului. În fundal, se vede un vas cu aburi prezentat în contralumină cu soarele aflat în depărtare, ale cărui raze radiază pe cer. Stema statului este înconjurată de cuvintele "Great Seal of the State of Florida" (Marele Sigiliu al Statului Florida) și "In God We Trust" (Credem în Dumnezeu). 

## Istorie

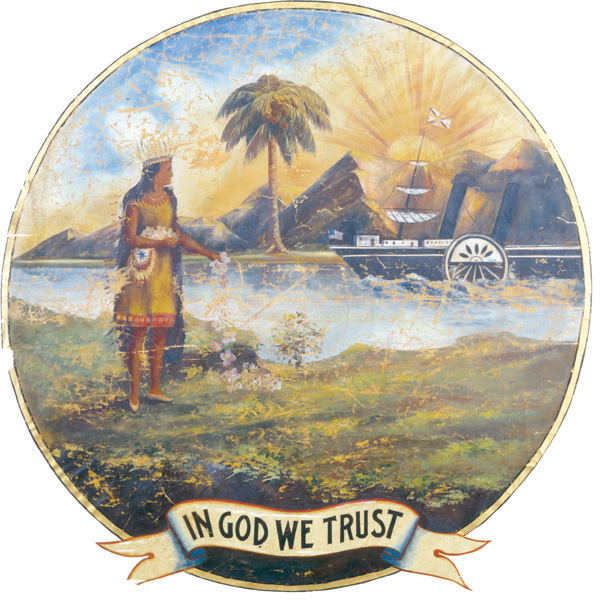
Marele Sigiliu al statului Florida

O versiune timpurie a stemei statului Florida a apărut în 1861, având un palmier și un arbore cu frunze mari, frontal având o femeie care avea la picioarele sale cutii și butoaie. În fundal, se găsea o schițare a conturului statului cu diferite modele de vase pe oceanul figurat de jur-împrejur. 
Primele indicații ale distribuției elementelor și al designului sigiliului statului a fost definite de Legislatura statului Florida în 1868. Deși elementele de bază ale sigiliului au rămas aceleași, realizarea concretă și aspectul general al sigiliului au variat considerabil de-a lungul timpului, conform diferitelor interpretări ale descrierilor codificate oficilale ale sigiliului. 
Acel sigiliu conținea multe elemente care au fost considerate, pe drept, a fi incorecte. Astfel, prezența unui nativ american, care este un locuitor tipic al Marilor Prerii, în locul unui nativ Seminole, existența unui palmier producător de nuci de cocos, care nu este originar din Florida, precum și sugerarea, în fundalul desenului, a unor munți, total inexistenți în Florida, sunt tot atâtea elemente care nu reprezintă statul. Datorită acestor detalii aflate în dubiu, designul sigiliului a fost modificat de mai multe ori. 
În 1970, designul sigiliului a fost schimbat în a descrirea unui palmier, Sabal Palm, care nu numai că este o plantă nativă a statului, dar este din 1953 și arborele oficial al acestuia. De asemenea, nativul american anterior, reprezentativ pentru [The] Great Plains a fost înlocuit de femeia din tribul local, Seminole. Munții au fost eliminați. 
În 1985, un desen oficial al sigiliului statului a fost autorizat pentru a reprezenta exact elementele sigiliului, a produce o versiune oficială a sa și pentru a corecta toate greșelile anterioare. După prezentarea versiunii sigiliului guvernatorului Floridei de atunci, Bob Graham, a urmat prezentarea desenul sigiliului Legislaturii Floridei de către secretarul de stat al statului, George Firestone. Designul a fost adoptat, constituind actualul sigiliu al statului Florida. 